# R2 y el caso del cadáver sin cabeza
R2 y el caso del cadáver sin cabeza es una película española de 2004 dirigida por Álvaro Sáenz de Heredia, y protagonizada por Sancho Gracia, Jesús Bonilla, Pep Munné, Javier Gurruchaga, Juan José Pardo, Sandra Collantes y Michelle McCain
Álvaro Sáenz de Heredia (El robobo de la jojoya o Aquí llega Condemor) dirige y escribe este musical de humor negro con una banda sonora que cuenta con Javier Gurruchaga (R2) como protagonista. Juan José Pardo, un joven actor conocido por haber sido presentador del "Club Disney", interpreta al Inspector Cárdenas y Sancho Gracia al Inspector Jefe. Completan la formación actores como Jesús Bonilla o Pepe Carabias.

## Sinopsis
El Inspector Rupérez, R2, no está en su mejor momento. Sus últimas misiones se cuentan por fracasos con sus respectivas broncas del Inspector Jefe que, además, está celoso de él porque recibe cartas del Palacio de la Zarzuela. 
Aunque R2 sabe que siempre puede refugiarse en el bar de Didi, donde puede escuchar la música que le gusta, lo suyo es la calle, y por ello, junto a su inseparable Inspector Cárdenas, trata de resolver todos los casos que se le ponen por delante empleando cualquier método a su alcance. Así transcurre su vida hasta que un día encuentra un caso con el que se puede lucir: el chantaje de un rico hombre de negocios cuya esposa está amenazada de secuestro. Sin embargo, R2 y Cárdenas tendrán que pasar algunas pruebas realmente duras para resolver el misterio